# Hertha Feiler

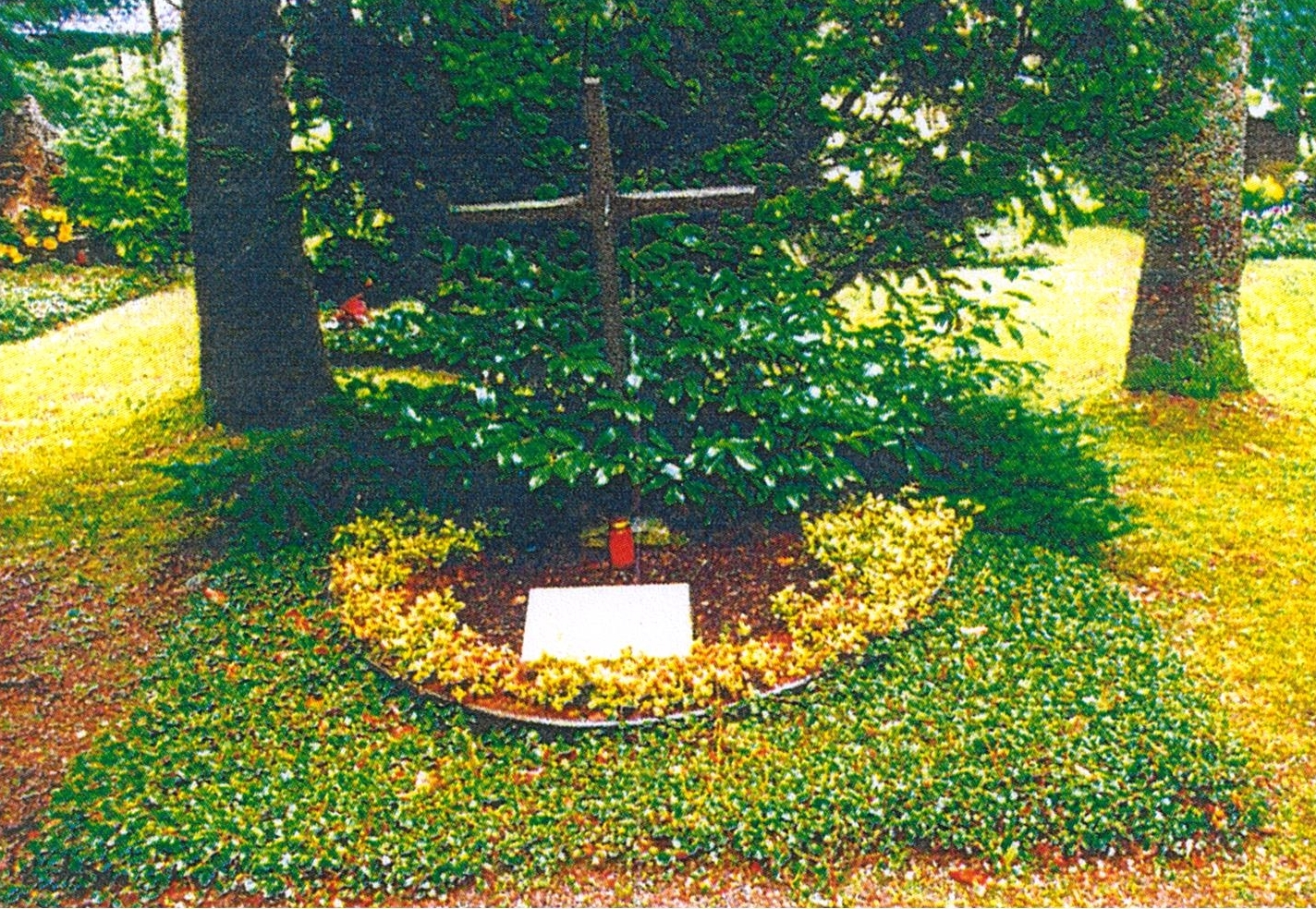
Tumba de Hertha Feiler

Hertha Feiler (Viena, Imperio austrohúngaro, 3 de agosto de 1916-Múnich, Alemania Occidental, 1 de noviembre de 1970) fue una actriz austriaca.

## Biografía
Fue hija de un ingeniero civil. Cursó formación en el Realgymnasium hasta obtener su título de Matura. A causa de una tendinitis hubo de abandonar el objetivo de hacerse pianista, motivo por el cual tomó clases de actuación. Debutó en 1936 en el Teatro Scala Wien, y un año más tarde actuó por vez primera en el cine, en el filme Liebling der Matrosen. 
Durante el rodaje de Lauter Lügen (1938) se enamoró de Heinz Rühmann, el director de la película. La pareja se casó el 1 de julio de 1939. Tuvieron un hijo, Heinzpeter Rühmann, el 7 de junio de 1942. Según las Leyes de Núremberg, Feiler fue considerada parcialmente judía. Sin embargo, el matrimonio disfrutaba de una buena publicidad que le podía proteger contra los ataques racistas, y pudieron trabajar gracias a un permiso especial. Dado que el permiso podía ser retirado en cualquier momento, buscaron un equilibrio manteniendo contacto social con el ministro responsable de la industria cinematográfica, Joseph Goebbels.
Tras la Segunda Guerra Mundial, Feiler trabajó para la compañía productora de Rühmann, Comedia. Pero la quiebra de la empresa estancó la carrera de la actriz, que volvió a frecuentar el teatro, hasta que a mediados de los años 1950 se revitalizó su trayectoria cinematográfica. Su última película fue Die Ente klingelt um halb acht (1968), a partir de la misma hubo de dejar el cine a causa de padecer un cáncer.
Falleció a causa de un cáncer y fue enterrada en el Cementerio Waldfriedhof Grünwald, cerca de Múnich.

## Filmografía
- 1937 : Liebling der Matrosen
- 1938 : Adresse unbekannt
- 1938 : Lauter Lügen
- 1939 : Männer müssen so sein
- 1939 : Flucht ins Dunkel
- 1939 : Frau im Strom
- 1940 : Lauter Liebe
- 1940 : Kleider machen Leute
- 1941 : Hauptsache glücklich
- 1942 : Rembrandt
- 1943 : Der kleine Grenzverkehr
- 1944 : Der Engel mit dem Saitenspiel
- 1945 : Sag’ die Wahrheit (unvollendet)
- 1947 : Quax in Afrika
- 1948 : Die kupferne Hochzeit
- 1949 : Heimliches Rendezvous
- 1949 : Ich mach dich glücklich
- 1953 : Pünktchen und Anton
- 1953 : Wenn der weiße Flieder wieder blüht
- 1954 : Dein Mund verspricht mir Liebe
- 1954 : Die schöne Müllerin
- 1955 : Laß die Sonne wieder scheinen
- 1955 : Wenn die Alpenrosen blüh’n
- 1956 : Charleys Tante
- 1956 : Opernball
- 1956 : Johannisnacht
- 1956 : Solange noch die Rosen blühn
- 1957 : Die Heilige und ihr Narr
- 1957 : Wien, du Stadt meiner Träume
- 1958 : Der Maulkorb
- 1958 : Sag’ ja, Mutti
- 1960 : Mein Schulfreund
- 1961 : Staatsaffairen  (TV)
- 1963 : Er soll dein Herr sein (TV) (Comedia de George O'Brien)[2]
- 1968 : Die Ente klingelt um ½ 8